# Scene da un'esecuzione
Scene da un'esecuzione (Scenes from an Execution) è un'opera teatrale del drammaturgo britannico Howard Barker, liberamente ispirata alla vita di Artemisia Gentileschi. La pièce fu originalmente concepita come un dramma radiofonico e fu trasmesso dalla BBC nel 1984 con Glenda Jackson nel ruolo della protagonista Galactia; successivamente, Barker riadattò il testo per una messa in scena teatrale e il dramma fece il suo debutto all'Almeida Theatre di Londra nel 1990.

## Trama
Dopo la battaglia di Lepanto, alla pittrice Galactia viene commissionato dal Doge un dipinto celebrativo della vittoria sui Turchi. Ma la donna è più interessata a rappresentare gli orrori e la sofferenza della guerra piuttosto che a cantare le virtù dei veneziani. Nonostante le suppliche delle figlie e dal giovane amante Carpeta e gli ammonimenti del Doge, Galactia decide di proseguire per la propria strada in nome della libertà di espressione artistica, ma anche per la sua naturale superbia che le ha già creato dei problemi in passato. Il risultato finale offende la popolazione, il clero e i politici, che ordinano l'arresto della pittrice.
Lo Stato incarica Carpeta di dipingere la celebrazione della vittoria a Lepanto, ma il Doge non è soddifatto dal suo lavoro. La critica Gina Rivera gli fa notare che un'opera d'arte è indipendente dal volere del suo autore o autrice e che il significato originale è insignificante: il valore e l'interpretazione attribuita a un'opera da un critico influenza il pubblico e la sua opinione più del significato inteso dall'artista. Il Doge fa quindi rilasciare Galactia ed il suo dipinto diventa un grande successo. I veterani di Lepanto ne colgono la violenza e la brutalità che hanno vissuto, mentre il pubblico più aristocratico lo vede solo come il tentativo di una donna di mascherare la propria femminilità con immagini crude. Svuotata di significato e strumentalizzata dallo Stato, Galactia viene invitata a cena dal Doge.

## Produzioni
La prima produzione di Scene da un'esecuzione andò in scena all'Almeida Theatre di Londra nel gennaio 1990 con la regia di Ian McDiarmid. Glenda Jackson, che aveva interpretato la pittrice nella genesi radiofonica del dramma di sei anni prima, tornò ad interpretare Galactia e accanto a lei nel cast recitavano anche Jonathan Hyde e Kevin McNally. La prima statunitense avvenne tre anni dopo, 29 marzo 1992, al Mark Taper Forum di Los Angeles; diretto da Robert Allan Ackerman, l'allestimento annoverava nel cast Juliet Stevenson (Galactia), Frank Langella (Doge) ed Olivia d'Abo (Supporta). Nel 1996 la pièce debuttò a New York, in scena al Linda Gross Theater dell'Off Broadway con la regia di Richard Romagnoli per ventun repliche dal 17 febbraio al 17 marzo.
Il primo revival londinese avvenna all'Hackney Studio Empire con la regia di William Oldroyd; il cast comprendeva Tom Burke nel ruolo di Carpeta e Harry Hadden-Paton in quello di Sordo. Nell'ottobre 2012 un nuovo allestimento londinese ha fatto il suo debutto al Royal National Theatre, con Fiona Shaw nel ruolo di Galactia e Tim McInnerny in quello del Doge; la produzione è stata accolta in maniere contrastante dalla critica britannica.
Nel 2008 Romagnoli diresse nuovamente Scene da un'esecuzione, questa volta per il Potomac Theater Project (PTP) di New York. Jan Maxwell interpretava Galactia e per la sua interpretazione fu candidata al Drama Desk Award alla migliore attrice in un'opera di prosa. Nel 2015 la produzione di Romagnoli tornò al PTP con Jan Maxwell sempre nel ruolo della protagonista; al termine delle repliche l'attrice annunciò il suo ritiro dalle scene.